# Alpes réticos meridionales
Los Alpes réticos meridionales (en italiano Alpi Retiche meridionali) son una sección del gran sector Alpes del sudeste, según la clasificación SOIUSA. Su pico más alto es el Ortles, con 3.902 m. 
Se extienden por Italia entre las regiones de Lombardía y la de Trentino-Alto Adigio.

## Clasificación
Según la partición de los Alpes del año 1926 los Alpes Réticos formaban una sola sección alpina. Las nuevas clasificaciones, entre ellas la SOIUSA, por motivos principalmente de composición geológica han subdividido los Alpes Réticos en tres secciones distintas: Alpes réticos occidentales, Alpes réticos orientales y Alpes réticos meridionales.